# Riograndina
Riograndina é o segundo distrito do município fluminense de Nova Friburgo, localizado na zona norte.
O distrito foi criado pela Lei municipal nº 1809, de 25 de janeiro de 1924, com o nome de Estação do Rio Grande, sua existência porem e remota ao distrito de Nossa Senhora do Paquequer entre 1840, hoje município de Sumidouro. Em cumprimento à legislação federal, no sentido de se evitar a existência de topônimos iguais em localidades diferentes, o Decreto Estadual nº 1056, de 31 de dezembro de 1943, mudou o nome do distrito de Estação do Rio Grande para Riograndina.
O bairro possui o conhecido Casarão de Riograndina, na antiga estação de trem, onde também funciona um Ponto de Cultura, pontes e tuneis da linha férrea, usina de eletricidade, entre algumas outras parte da História Friburguense.
No passado, o bairro era cortado pela Linha do Cantagalo da Estrada de Ferro Leopoldina, responsável pelo escoamento da produção cafeeira e pelo transporte local de passageiros. A linha férrea foi desativada em 1964, sendo erradicada no ano de 1967. 